# Rawil Safiullin
Rawil Safowycz Safiullin, ukr. Равіль Сафович Сафіуллін (ur. 4 lutego 1955 w Makiejewce) – ukraiński polityk pochodzenia tatarskiego,  minister ds. rodziny, młodzieży i sportu, działacz sportowy, były prezydent Profesjonalnej Piłkarskiej Ligi Ukrainy, od 2008 honorowy prezydent PFL.

## Życiorys
W 1978 ukończył studia w instytucie medycznym w Doniecku, specjalizował się w epidemiologii. W latach 1977–1978 pracował jako pielęgniarz na oddziale neurologicznym w jednym ze szpitali w Doniecku. Po ukończeniu studiów pracował jako lekarz stacji sanitarno-epidemiologicznej w Równem. Od 1979 do 1990 zatrudniony w rejonowej i miejskiej stacji sanitarno-epidemiologicznej w Makiejewce, gdzie kolejno pełnił funkcje: lekarza, naczelnika oddziału, naczelnika oddziału higieny pracy. W latach 1990–1991 był naczelnikiem oddziału higieny pracy, a od 1991 do 1993 naczelnikiem oddziału "Zdrowie i praca" Państwowego Terytorialnego Zjednoczenia Ochrony Zdrowia Ludności w Makiejewce. Od 1993 do 1994 był zastępcą dyrektora przedsiębiorstwa "Monolit" w Makiejewce.
W latach 1994–2000 pełnił funkcję pierwszego wiceprezesa klubu Szachtar Donieck. Od 2000 do 2008 jako prezydent kierował Profesjonalną Piłkarską Ligą Ukrainy. 16 grudnia 2008 został jej honorowym prezydentem.
W latach 2002–2006 zasiadał w Radzie Najwyższej IV kadencji z ramienia bloku Za Jedyną Ukrainę jako członek Partii Regionów. Był wiceprzewodniczącym komisji ds. młodzieży, kultury fizycznej, sportu i turystyki. W 2006 został wybrany na deputowanego Rady Najwyższej V kadencji jako kandydat Partii Regionów. W 2007 po raz kolejny uzyskał mandat parlamentarzysty.
W marcu 2010 objął stanowisko ministra rodziny, młodzieży i sportu w gabinecie Mykoły Azarowa. Został odwołany w grudniu 2010. W lutym 2013 ponownie wszedł w skład rządu jako minister młodzieży i sportu, pełniąc tę funkcję do lutego 2014.